# Signes vitals (Star Trek: Voyager)
"Signes vitals" (títol original en anglès "Lifesigns") és el dinovè episodi de la segona temporada i el 35è del total de la sèrie de televisió de ciència-ficció estatunidenca Star Trek: Voyager. El guió va ser escrit per Kenneth Biller, i dirigit per Cliff Bole.  L'episodi es va emetre a UPN el 26 de febrer de 1996. Té una qualificació mitjana de 4,2/5 al lloc web oficial de Star Trek a setembre de 2009.
Ambientada al segle XXIV, la sèrie segueix les aventures de la tripulació de la Flota Estel·lar i els Maquis de la nau estel·lar USS Voyager després de quedar encallats al Quadrant Delta a desenes de milers d’anys llum de distància de la resta de la Federació. L'episodi se centra en una dona vidiiana a qui el Doctor intenta salvar.
Aquest episodi era conegut prèviament com a "Untitled Doctor" i "Magnetism". El títol finalment adoptat té un doble significat: els signes de vida que el Doctor troba al cos de Danara, la dona vidiiana, i la seva pròpia consciència creixent com a vida sensible. forma a través de l'experiència del romanç.
L'actriu Susan Diol és l'estrella convidada com a dona alienígena Denara Pel.

## Argument
Paris arriba tard al pont quan es rep una trucada de socors. La «Voyager» es teleporta a bord del cos moribund d'una dona vidiiana. El Doctor treballa per salvar-la a la Infermeria. En descobrir que té una interfície neuronal que pot emmagatzemar la seva consciència, crea un cos hologràfic d'ella per ajudar-lo; un holograma que es veu i actua com ho faria si estigués sana. El seu nom és Danara Pel i és metgessa, preparada i capaç d'ajudar a curar el cos devastat per la malaltia al llit. La «Voyager» detecta i posa rumb a una colònia vidiiana on poden deixar la Pel. El Doctor aviat s'adona que s'està enamorant de la Dra. Pel, però té problemes per ordenar els seus sentiments cap a l'holograma vibrant i el pacient real i moribund. Kes i Paris ajuden la Doctora amb aquests sentiments i, amb l'ajuda d'un dels holoprogrames romàntics de Paris (un Chevy del 57 aparcat en un turó amb vistes a una colònia de Mart), la Dra. Pel i el Doctor comparteixen el seu primer petó.
Com a part del pla de la Doctora per tractar-la, sol·licita una petita mostra de teixit cerebral de B'Elanna Torres per utilitzar-lo com a empelt; s'ha demostrat que l'ADN klíngon és resistent al fàgia. Inicialment, Torres s'indigna amb el suggeriment, encara traumatitzada pel tractament que li han donat els vidiians, però aviat cedeix en trobar-se amb l'holograma del Dr. Pel a la infermeria. El Doctor administra l'empelt, però més tard descobreix que el cos el rebutja a causa d'una substància química administrada incorrectament. El Doctor primer acusa Kes de cometre un error abans de començar a alertar el tinent Tuvok d'un intent d'assassinat, però Pel l'atura. Admet que va injectar la substància química en un intent de matar el seu propi cos malalt, tot i saber que també matarà el seu jo hologràfic, ja que no pot suportar tornar a ser com era abans. El Doctor i Pel discuteixen sobre si salvar-li la vida o no, i el Doctor finalment la convenç que no li importa el seu aspecte i que tindrien més temps junts que si morís.
Després del procediment, Pel es troba amb el Doctor a casa de Sandrine, a l’holocoberta, on l'havia portat anteriorment. De tornada al seu cos físic empeltat i amb cicatrius, s'hi acosta amb aprensió. El Doctor simplement somriu i l'agafa en braços, i els dos ballen.
Una petita subtrama en aquest episodi tracta de la creixent insubordinació i la manca general de disciplina de Tom Paris, que arriba a un punt crític quan Chakotay el relleva del seu deure després d'haver-se cansat del seu comportament. Després que Paris empeny Chakotay a terra durant una discussió, Capitana Janeway demana a Tuvok que posi Paris al calabós. Aquesta història es resoldria al següent episodi "Investigations".

## Guies de recepció i visionat
El 2017, Den of Geek inclou aquest episodi, juntament amb "Fusió", "Desig de morir" i "Punt mort" de la temporada 2, per la seva guia de visualització abreujada de Star Trek: Voyager.
El 2017, Den of Geek va classificar l'actriu Susan Diol com a Denara Pel com la quarta millor estrella convidada a Star Trek: Voyager per la seva actuació en aquest episodi i "Decisions" (T2E25).
El 2021, SyFy va dir que aquest era un "episodi gratificant" per a Torres, i explora la ira i el perdó..